# Illeben
Illeben ist ein Ortsteil der Stadt Bad Langensalza im Unstrut-Hainich-Kreis in Thüringen.

## Geografie
Das Dorf liegt im Tal des Herzbachs, der beim westlich gelegenen Grumbach entspringt und bei Nägelstedt in die Tonna mündet, kurz vor deren Mündung in die Unstrut. Illeben liegt 3,65 km südwestlich des Marktes der Stadt Bad Langensalza an der nach Aschara und Wiegleben führenden L 2125. Illeben befindet sich mit seiner Gemarkung im Ackerbaugebiet des Thüringer Beckens. Das flachwellige Gelände ist fruchtbar und durch das milde, niederschlagsarme Klima positiv beeinflusst.

## Geschichte
Der Ort wurde zwischen 780 und 802 erstmals urkundlich erwähnt. Der Ort gehörte zur Unterpflege der Herrschaft Tonna, welche ab 1677 als „Amt Tonna“ zum Herzogtum Sachsen-Gotha-Altenburg gehörte.
1822 vernichtete ein Großbrand weite Teile des Ortes und brachte wirtschaftliche Not. Die Situation verbesserte sich erst ab 1855 mit der Errichtung einer öffentlichen Armenpflege und einer Spinnanstalt.
Am 1. Januar 1992 wurde der Ort nach Bad Langensalza eingemeindet. 2015 waren im Dorf 257 Bewohner registriert.

## Ortsteilbürgermeister
Der Ortsteilbürgermeister von Illeben ist Michael Fischer.

## Kultur und Sehenswürdigkeiten
Bauwerke
- Die Kirche St. Trinitatis birgt eine zweimanualige Orgel mit 12 Registern und einem neoromanischen Prospekt aus der Werkstatt von Gustav Koch. Sie ersetzte eine Orgel von Johann Christoph Thielemann aus dem Jahre 1716. Die Kirchgemeinde gehört zum Kirchspiel Gräfentonna.
- An der Einmündung Oberdorf/Henningsleber Weg steht ein altes Steinkreuz aus Kalkstein mit einer Höhe von 80 cm. Das Kreuz war lange Zeit verschwunden und wurde zerbrochen 1986 etwa 20 m nordwestlich des jetzigen Standortes an der Ecke eines Gartengrundstücks entdeckt, wobei es nur wenig aus der Erde herausragte. Es wurde sodann freigegraben, sichergestellt und restauriert. Anschließend wurde es im März 1987 am jetzigen Standort aufgerichtet.[4]